# اشتباكات سنجار (2019)
اشتباكات سنجار (2019) هو صراع حدث بين الجيش العراقي وقوات حزب العمال الكردستاني في سنجار من 17 مارس إلى 21 مارس 2019.

## الاشتباكات
وقعت الاشتباكات في قرية حساويك بسنوني في 17 مارس 2019، بعد أن تم رفض مرور مقاتلي حزب العمال الكردستاني عبر نقطة تفتيش تابعة للجيش العراقي، حينها قام المسلحين بدهس جندي بمركبتهم وهاجموا نقطة التفتيش.
كما اندلعت اشتباكات جديدة في 19 مارس، وأسفرت عن مقتل جندي عراقي. وقعت هذه الاشتباكات في قرية ام الذيبان في البعاج القريبة من الحدود السورية العراقية، حيث سُجلت إصابات جديدة بالإضافة إلى حالة وفاة. وفي منطقة باب شيلو، قامت القوات العراقية بنشر ثلاث فرق عسكرية، مطالبةً وحدات حماية سنجار بإخلاء المنطقة. ومع رفض الوحدات الانسحاب، تصاعدت الاشتباكات بين الطرفين.